# Culicoides testudinalis
Culicoides testudinalis är en tvåvingeart som beskrevs av Wirth och Hubert 1962. Culicoides testudinalis ingår i släktet Culicoides och familjen svidknott. Inga underarter finns listade i Catalogue of Life.